# Carmen Winter
Carmen Winter (* 1963 in Wriezen) ist eine deutsche Schriftstellerin und Lyrikerin.

## Leben
Carmen Winter wuchs im Oderbruch auf und legte das Abitur in Bad Freienwalde ab. Bis 1988 studierte sie Germanistik an der Humboldt-Universität zu Berlin. Danach nahm sie eine Anstellung am Bezirksliteraturzentrum Frankfurt (Oder) als wissenschaftliche Mitarbeiterin mit dem Schwerpunkt der Pflege des regionalen literarischen Erbes wahr. Seit dieser Zeit arbeitet sie auch journalistisch.
1990/91 unternahm sie den Versuch, einen Verlag zu gründen. Danach arbeitete sie beim Frankfurter Kunstverein für die Arbeitsgruppe Literatur und ein Jahr am Kleist-Museum in Frankfurt (Oder), wo sie sich mit dem literaturtouristischen Projekt Märkische Dichterlandschaft befasste. Hierbei war sie an der Herausgabe des Bandes Märkische Dichterlandschaft. Ein illustrierter Literaturführer durch die Mark Brandenburg (DVA, Stuttgart 1998) beteiligt.
Von 1996 bis 1998 war sie für die Öffentlichkeitsarbeit des Regionalverbandes Brandenburg Ost der Arbeiterwohlfahrt verantwortlich. Von September 2000 bis Oktober 2002 leitete sie gemeinsam mit Hermann Naehring das Theater des Lachens in Frankfurt (Oder). Hier initiierte und betreute sie unter anderem das Programm Anne Frank. Eine Lesung und verfasste den Text für das Stück Mein Sommernachtstraum.
Seit dem 1. Januar 1999 arbeitet sie freiberuflich. Seit 2002 publiziert sie ihre literarischen Arbeiten in Zeitschriften, Anthologien und selbständigen Publikationen. Carmen Winter schreibt Lyrik, Kurzprosa und Sachbücher. Gemeinsam mit dem Percussionisten Hermann Naehring trat sie mit Konzertlesungen für Kinder und Erwachsene auf, für die sie selbst die Texte schrieb. Die Aufführungen fanden bundesweit statt.
Darüber hinaus leitet sie Workshops und Kurse zum kreativen Schreiben für Kinder und Erwachsene, unter anderem in Zusammenarbeit mit dem Verein Schreibende Schüler e.V. und in ihrer eigenen Schreibwerkstatt Sankt·Spiritus. Ihre Werkstätten haben in Rheinsberg, Auschwitz und Loccum stattgefunden. Sie initiiert genreübergreifende Kunstprojekte wie das deutsch-polnische Straßenwörterbuch und nahm bis 2015 einen Lehrauftrag an der Europa-Universität Viadrina wahr.
Carmen Winter ist Mitglied im Verband deutscher Schriftsteller (VS) Brandenburg, im Friedrich-Bödecker-Kreis, im Segeberger Kreis – Gesellschaft für kreatives Schreiben e.V. und in der Gesellschaft für zeitgenössische Lyrik.

## Veröffentlichungen
- Gesichter einer Stadt. Frankfurt (Oder). Gemeinsam mit Ramona Illgen, Elvira Minack und Jörg Kotterba, oder-anzeiger media GmbH, 1995
- Literarisches Leben in Frankfurt (Oder) 1790 bis 1810; in: Beiträge zur Kleist-Forschung, Frankfurt (Oder), 1996
- Ein merkwürdiges Literaturmuseum – die Märkische Dichterlandschaft, in: Literaturmuseum Facetten. Visionen, Kleist-Museum, Frankfurt (Oder), 1996
- Märkische Dichterlandschaft. Ein illustrierter Literaturführer durch die Mark Brandenburg (Mitarbeit), DVA, Stuttgart, 1998
- Wie Schnuffel und Friederike ins Theater gehen, Theater des Lachens, Frankfurt (Oder), 2000
- Mein Sommernachtstraum, frei nach W. Shakespeare, aufgeführt 2000 im Theater des Lachens, Frankfurt (Oder), 2003 im Theater im Palais, Berlin
- Ein Haus voll Musik oder wie aus einem kleinen Bach ein große Musiker wurde, Stück für Kinder ab 9 Jahre, Premiere März 2003, Kleist-Forum Frankfurt (Oder)
- nu pogodi, Ausstellung mit Fotos und Texten zum Regenwetter, gemeinsam mit Ute Schmidt, Stadtbibliothek Frankfurt (Oder), Januar 2004
- Das Oderbruch, Liebe auf den zweiten Blick, Findling Verlag, 2004
- Storchenfamilie Nestwolke, Ein Hörspiel für Kinder. Teil 1, evolo marketing GmbH Nürnberg, 2005
- Mitlesebuch (Lyrik), Aphaia Verlag Berlin, 2006
- Männertöne – Weiberworte, CD mit Hermann Naehring, phonector, 2008
- Der König und die Gärtnerin, Märchen für Erwachsene über ein ungleiches Paar, Drachenmond Verlag, 2010
- Tanz auf Distanz (Lyrik), Edition Schwarzbuch, 2021

Beiträge in Anthologien und Literaturzeitschriften (Auswahl)
- Lyrik und Prosa in den Anthologien des Literaturkollegiums Brandenburg e.V., Potsdam 2002 ff.
- Gedichte und Rezensionen in der polnischen Zeitschrift „Pro Libris“, Zielona Góra, 2004 ff.
- zwei Kurzgeschichten in der Anthologie »Geschichten aus der Streusandbüchse« des VS Brandenburg, Findling Verlag, 2006
- ein Gedicht in der Anthologie „wehre dich nicht“, Quartus Verlag, Bucha, 2008
- Ralph Grüneberger (Hg.)/Gesellschaft für zeitgenössische Lyrik: Poesiealbum neu, Ausgaben 02/2009, 02/2010.